# Black Hippy
Black Hippy – Amerykańska supergrupa hip-hopowa wywodząca się z Los Angeles. Została założona w 2009 roku składała się z takich wykonawców jak: Kendrick Lamar, Jay Rock, Schoolboy oraz Ab-Soul. Grupa ta została zakontraktowana z Top Dawg Entertainment, Aftermath i Interscope Records. Przez odejście Kendricka Lamara od TDE, supergrupę rozwiązano w 2022.

## Dyskografia

### Albumy
Produkcje:
- Black Hippy (2013)
- T.D.E. (2014)
- Black Hippy 2 (2014)
- Black Hippy (2019)